# اچ‌دی ۹۱۹۴۲
اچ‌دی ۹۱۹۴۲ یک ستاره است که در صورت فلکی شاه‌تخته قرار دارد.